# Live in Las Vegas
Live in Las Vegas è un album dal vivo della cantautrice contemporary R&B e soul Macy Gray. L'album è stato registrato all'House of Blues di Las Vegas nel 2004 e pubblicato su DVD e CD nel 2005.

## Tracce

### Disco 1
1. Sex-O-Matic Venus Freak – 7:18
2. When I See You Again – 3:52
3. Relating to a Psychopath – 3:49
4. Don't Come Around – 2:55
5. Caligula – 7:42
6. Why Didn't You Call Me – 3:42
7. Things That Made Me Change – 6:36
8. Hey Young World Part 2 – 5:05
9. I've Committed Murder – 5:30
10. Do Something – 3:45

### Disco 2
1. Demons – 5:51
2. Sexual Revolution – 5:59
3. Oblivion – 3:50
4. I Try – 8:14
5. Sweet Baby – 5:22
6. She Ain't Right for You – 4:38
7. I Can't Wait to Meetchu – 4:13
8. The Letter – 6:55